# Giro di Puglia e Lucania
Il Giro di Puglia e Lucania fu una breve corsa a tappe di ciclismo su strada, disputata con cadenza annuale nel periodo autunnale, dal 1948 al 1955, nelle regioni dell'Italia meridionale della Puglia e della Basilicata.
La corsa era aperta ai dilettanti ed agli indipendenti, nessuno riuscì ad aggiudicarsi più di una edizione della corsa.

## Albo d'oro
| Anno | Vincitore            | Secondo         | Terzo             |
| ---- | -------------------- | --------------- | ----------------- |
| 1948 | Oliviero Tonini      | Danilo Barozzi  | Guido Bernardi    |
| 1949 | Livio Isotti         | Fausto Marini   | Giancarlo Foresto |
| 1950 | Renato Barbero       | Donato Zampini  | Renzo Soldani     |
| 1951 | non disputato        | non disputato   | non disputato     |
| 1952 | Renato Ponzini       | Bruno Monti     | Roberto Falaschi  |
| 1953 | Getullio Del Pellaro | Giuseppe Mauso  | Giuseppe Brale    |
| 1954 | Marcello Masci       | Ottavio Carello | Flaminio Giusti   |
| 1955 | Nino Assirelli       | Verdini Rolando | Giuliano Michelon |